# L'Original (galerie)
Pour l’article homonyme, voir L'Original.
L'Original est une galerie d'art sous forme d'une organisme à but non-lucratif.  Elle accueille les œuvres sur toile des artistes de rue montréalais. Composée d'une boutique café-friperie située au 4455 rue Saint-Denis et d'un local au 163 rue Saint-Paul Ouest dans le Vieux-Montréal, elle a pour mission sociale de promouvoir l'art local et de soutenir le travail des artistes engagés. Dans une perspective écologique, des œuvres mises en vente ont été réalisées à partir de matériaux et objets recyclés.  
Fondée en 2018 par un groupe d'étudiants, la galerie L'Original est dirigée par Dorian Verdier. Dans la collection sont exposées les œuvres des artistes Zïlon, Monk.E, MakeNoize, Labrona, Nicolas Craig, Astro, Anyo ou encore Timoh Garcia.

## Histoire
La galerie d'art L'Original est un organisme sans but lucratif né d'une initiative citoyenne lancée en 2018 par Dorian Verdier, alors étudiant à HEC Montréal. À l'origine, il souhaitait donner de la visibilité à l'art urbain montréalais et venir en aide aux artistes en situation de précarité. 
En 2017, Dorian Verdier, jeune Français originaire de Saint-Baudille-de-la-Tour, arrivé depuis peu au Canada pour réaliser des études en marketing et économie appliquée à HEC Montréal, est frappé par la quantité d'objets encore en bon état laissés à l'abandon dans la rue. Par ailleurs, il est fasciné par les peintures murales montréalaises et entre en contact avec les artistes via les réseaux sociaux pour faire leur connaissance. Puis, il décide d'organiser des évènements de rencontre où les artistes peignent sur les objets et vêtements usagés rapportés par le public pour les transformer en œuvre d'art . Par l'entremise de ce projet, il réussit à promouvoir l'art engagé et local tout en réduisant la quantité de déchets. En effet, la majorité des œuvres de ces artistes était jusque-là destinée à l'exportation en l'absence de grand marché d'acheteurs locaux.  

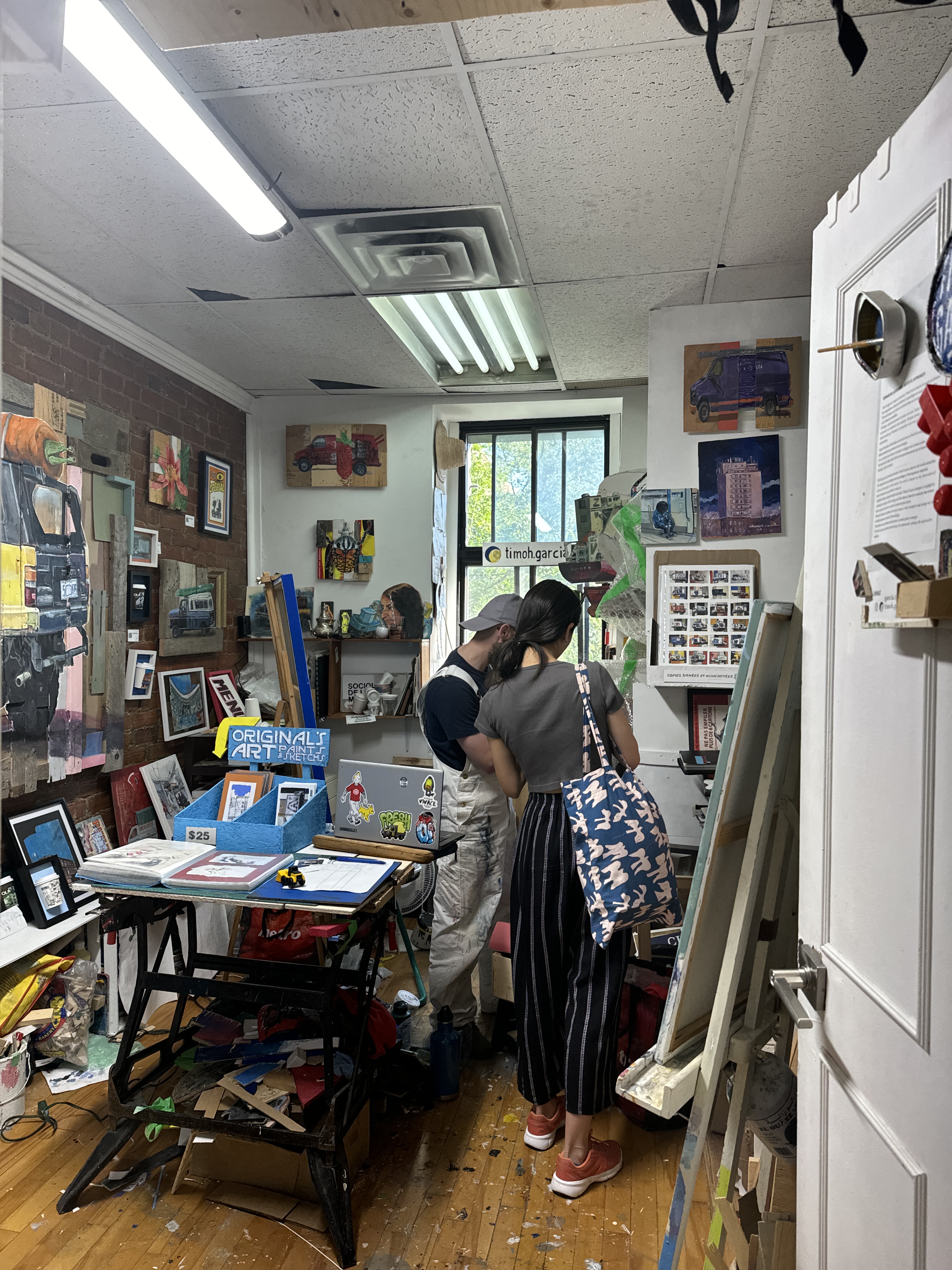
Atelier des artistes rue Saint-Denis

Après avoir essayé de vendre les objets et vêtements recyclés sur Instagram en vain, il organise une boutique éphémère avant de louer un local où seront rassemblées les œuvres sur toile des artistes. D'abord située sur l'avenue du Mont-Royal, la galerie a déménagé au 163 rue Saint-Paul Ouest dans le Vieux-Montréal, un emplacement stratégique car c'est là que se trouvent les autres galeries de la ville et donc à cet emplacement que se rendent les acheteurs potentiels. La galerie dispose également d'une boutique café-friperie, cofondée par Dorian Verdier et Normand Giguère, au 4455 rue Saint-Denis sur le Plateau Mont-Royal qui allie mode et art urbain. C'est aussi à cette adresse que se trouvent les ateliers de cinq artistes que le public peut visiter gratuitement.     
Avec son modèle économique particulier, la galerie a une marge de profit inférieure à celle des galeries traditionnelles. Son activité est rendue possible par le travail de nombreux bénévoles.

## Philosophie
La galerie d'art L'Original est une entreprise sociale. Elle cherche à mettre en valeur l'art urbain local et engagé. Portée par une dimension écologique, elle cherche à donner une nouvelle vie aux objets et vêtements usagés en les transformant en des œuvres d'art. En 2021, à l'occasion de la période des fêtes de fin d'année, la galerie a organisé, du 16 au 21 décembre, l'évènement «Merry Capitalismas» pour critiquer le capitalisme et la société de consommation. L'artiste australien Alex Grilanc se chargeait d'accueillir le public et peignait sur les tabourets, lampes, vêtements qu'on lui apportait pour offrir des cadeaux de Noël écologiques.  

## Artistes
La galerie rassemble les œuvres des artistes urbains de Montréal. La collection comprend les œuvres des artistes MakeNoize, Monk.E, Labrona, Zïlon, Scan, Astro, Zoltan, Nicolas Craig, Kevin Ledo, Axe, Zema et encore beaucoup d'autres.   